# Гоене (Колорадо)
Гоене (англ. Hoehne) — переписна місцевість (CDP) в США, в окрузі Лас-Анімас штату Колорадо. Населення — 80 осіб (2020).

## Географія
Гоене розташований за координатами 37°16′53″ пн. ш. 104°23′21″ зх. д. / 37.28139° пн. ш. 104.38917° зх. д. (37.281448, -104.389092).  За даними Бюро перепису населення США в 2010 році переписна місцевість мала площу 8,05 км², уся площа — суходіл.

## Демографія
Згідно з переписом 2010 року, у переписній місцевості мешкало 111 особа в 43 домогосподарствах у складі 36 родин. Густота населення становила 14 особи/км².  Було 51 помешкання (6/км²).
Расовий склад населення:
| - 82,0 % — білих - 1,8 % — чорних або афроамериканців - 11,7 % — осіб інших рас |

До двох чи більше рас належало 4,5 %. Частка іспаномовних становила 36,0 % від усіх жителів.
За віковим діапазоном населення розподілялося таким чином: 26,1 % — особи молодші 18 років, 61,3 % — особи у віці 18—64 років, 12,6 % — особи у віці 65 років та старші. Медіана віку мешканця становила 40,5 року. На 100 осіб жіночої статі у переписній місцевості припадало 113,5 чоловіків;  на 100 жінок у віці від 18 років та старших — 90,7 чоловіків також старших 18 років.
Середній дохід на одне домашнє господарство  становив 58 376 доларів США (медіана — 49 167), а середній дохід на одну сім'ю — 58 376 доларів (медіана — 49 167). За межею бідності перебувало 3,9 % осіб, у тому числі 14,3 % дітей у віці до 18 років та 0,0 % осіб у віці 65 років та старших.
Цивільне працевлаштоване населення становило 56 осіб. Основні галузі зайнятості: освіта, охорона здоров'я та соціальна допомога — 58,9 %, будівництво — 16,1 %, сільське господарство, лісництво, риболовля — 16,1 %.